# Чорний пес (коротка повість)
Чорний пес (англ. Black Dog) — фантастична коротка повість Ніла Геймана. Твір вперше побачив світ 2015 року у збірці короткої прози «Обережно, тригери!» та розповідає про пригоди Тіні Муна в Англії. Історія відбувається після подій роману «Американські боги» та повісті «Монарх із Глену». 2016 року розповідь принесла автору премію «Локус» за найкращу коротку повість.

## Сюжет

### Новенький у пабі
Під час зливи Тінь Мун зайшов до сільського пабу, що радше нагадував чиєсь помешкання. Таке враження виникало насамперед тому, що в пивній можна було побачити велику кількість собак. Тінь почав розмовляти з хазяїном пабу про породу собак лерчер та його пса Ікланя. Незабаром до їхньої бесіди приєднались Мойра Калландіш та її партнер Олівер Бірс.
Тіні подали темне і гірке пиво «Чорний пес», випивши якого «почуваєш себе як побитий пес», або ж як стверджував Олівер, наче Черчилль (мається на увазі клінічна депресія політика). А жінка у зеленому светрі, яка також встряла в розмову, запевнила, що пиво насправді назване на честь вигаданого місцевого собаки.
Опісля хазяїн пабу відвів Тінь до сусідньої кімнати, де у скляному боксі зберігалася муміфікована кішка, яку знайшли замурованою у стіні під час реконструкції пивної. Обізнаний Олівер, який тільки й сипав всілякими цікавими фактами, згадав, що якось муміфікованих кішок з Єгипту перевезли до Англії, де й з робили з них добриво для полів.
На дворі все ще періщив дощ, тому Мойра та Олівер погодилися дозволити Тіні переночувати у їхньому будинку.

### Труна тортур
Мойра, Олівер та Тінь добиралися до будинку пішки по вузьким польовим дорогам — цей місцевий шлях називався Шак-лейн. Мойра вказала Тіні на величезний платан, на якому колись давно висіла труна тортур (велика залізна клітка, куди, задля залякування, замикали страчених злочинців). Згідно з легендою у тій місцині також перехожих може перестріти Чорний Шак, чарівний пес. Ба більше, на того, хто таки побачить звіра, незабаром чекатиме смерть.
Помітивши щось удалені, Олівер раптово упав та почав корчитися на траві. Тіні, зрештою, довелося підняти його та донести до будинку на руках. Виявилося, що у чоловіка була нарколепсія. Отямившись, Олівер почав запевняти, що бачив Чорного пса.

### Порізи
Мойра та Олівер почали жити разом декілька років тому, покинувши своїх колишніх. Бувши на пенсії, Олівер переїхав з Лондона на село, де й почав займатися сухою кладкою стін, вмираючим мистецтвом. На початку їхнього спільного життя, Олівер переживав важку депресію, яка згодом пройшла, однак після вчорашнього інциденту знову повернулася. Замкнувшись у ванній, Олівер порізав лезом «руки, груди вище сосків, внутрішню сторону стегон та член».
Мойра попросила Тінь ще на деякий час залишитись та допомогти їй впоратися з усім цим, оскільки її сестра, яка допомагає у таких випадках, зараз переїжджає і не може до них навідатись. Купляючи ліки в сусідньому селі, Тінь зустрів Кессі Берглас, короткострижену жінку в зеленому светрі з пабу. Жінка порадила йому, за можливості, піднятися на Водів пагорб, де він зможе зустріти її.

### Поцілунок
Виконавши різні доручення, Тінь вирішив оглянути місцевість та відвідати Водів Пагорб. Там він зустрів Кессі, яка якраз малювала олівцем у своєму альбомі Ворота пекла, маленький прохід, що заглиблювався у пагорб (місце стародавнього римського храму). Жінка розповіла Тіні, що вона колись зустрічалася з Мойрою, тобто була її колишньою, після чого спробувала спокусити Тінь, поцілувавши його.
Їхній спокій перервали сила-силенна котів, які обступили їх з усіх боків. Тінь припустив, що все це витівки Баст. Зрештою Кессі пішла, попросивши Тінь передати Оліверу та Мойрі, що вона чекатиме на них там, де вони востаннє розмовляли, якщо вони мають що їй сказати.

### Живі та мертві
Тінь сказав Мойрі та Оліверу, що бачився з Кессі та передав від неї повідомлення. Вони не могли повірити, що та «триклята» жінка повернулася, а Олівер вночі вирушив до Воріт Пекла. Тінь пішов слідом. Виявилося, що Кессі нікуди не переїжджала, адже Олівер з ревнощів замурував її заживо всередині стародавнього шраму. Раніше Тінь зустрічався з привидом. Така ж доля чекала й на Тінь. Олівер із допомогою Чорного пса ледь не досягнув цього, але Тінь, не зважаючи на роздерту руку, вирішив боротися до кінця.
Коли майже вже не залишилося надії, на чорного пса напала сила-силенна котів. Тінь зрозумів, що Баст весь час була поряд, а ті коти-привиди з'явилися завдяки добриву, яке створили з муміфікованих тварин, привезених з Єгипту. Рятуючись, пес зайшов у непритомного Олівера так, як ведмідь заходить в річку. Хазяїн пабу, який якраз неподалік вигулював Ікланя, почув крик та зайшов до печери, щоб довідатися, що там трапилося. На місце злочину приїхала поліція, яка згодом висунула Оліверу обвинувачення у навмисному вбивстві.

### Загадка
Загадка стосується платана, на якому висіла труна тортур. Річ у тім, що «колись кропив'янка звила гніздо в черепі повішеного трупа і літала крізь щелепу по їжу для пташенят. Смерть смертю, а життя, як-то кажуть, продовжується».

## Пулікації
2016 року вийшло ілюстроване видання короткої повісті «Чорний пес» у видавництві «Headline Publishing Group». Українською ж твір вийшов 2017 у складі збірки «Обережно, тригери!», переклад якої здійснив Максим Бакалов.